# Alexander Schimmelpenninck van der Oye (1913-1942)
Alexander Schimmelpenninck van der Oye ('s-Gravenhage, 21 december 1913 – Goirle, 15 augustus 1942) was een Zeeuwse baron die op 15 augustus 1942, samen met vier andere gijzelaars, door het Duitse leger werd gefusilleerd als represaille voor een mislukte aanslag.

## Leven
Hij werd geboren in Den Haag, als zoon van Alexander Willem Schimmelpenninck van der Oye en Jeanne Françoise Chassagnard. Hij bezat een landgoed bij het dorp Schuddebeurs op het Zeeuwse eiland Schouwen-Duiveland. Op 1 november 1941 trad hij in Den Haag in het huwelijk met Catharina (Katy) Telders. Het echtpaar kreeg een zoon.

## Overlijden
Op 14 augustus 1942 werd Schimmelpenninck van der Oye in zijn villa Zorgvlied in Schuddebeurs gearresteerd door de Duitse bezetter en overgebracht naar het Kamp Sint-Michielsgestel. Aanvankelijk stond hij niet op de lijst van gijzelaars die geselecteerd werden voor de executie, maar na een anti-Duitse redevoering van koningin Wilhelmina in het Amerikaanse Congres werd besloten om twee personen van adel te fusilleren. De keuze viel op Schimmelpenninck van der Oye omdat de Duitsers ten onrechte veronderstelden dat hij een goede band had met de koninklijke familie.
Op 15 augustus 1942 werd Schimmelpenninck van der Oye samen met Willem Ruys, Robert Baelde, Otto Ernst Gelder en Christoffel Bennekers op het landgoed Gorp en Roovert, gelegen in de bossen bij Goirle, gefusilleerd.

## Oorlogsmonument

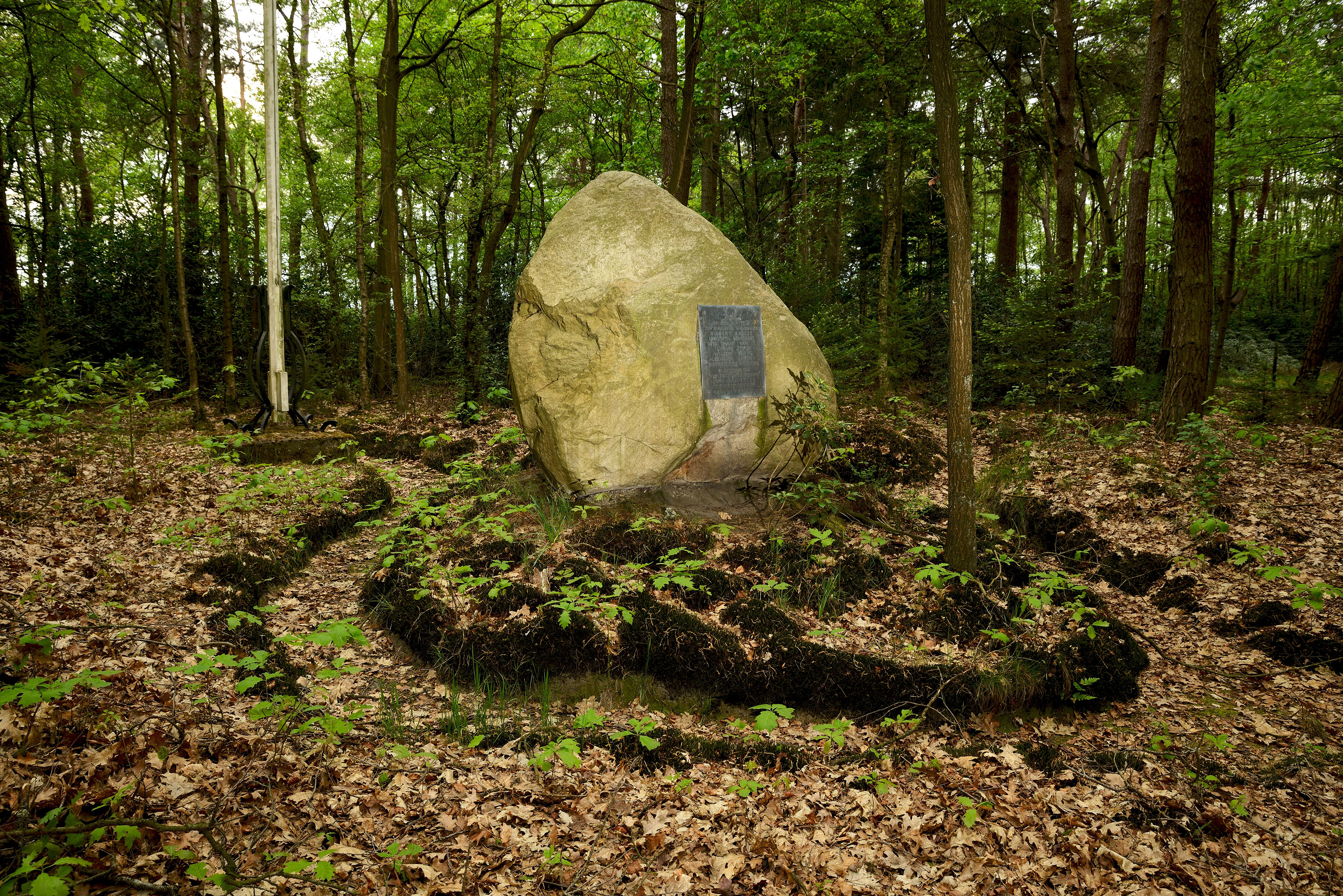
Gedenkmonument op landgoed Gorp en Roovert

Op het landgoed Gorp en Roovert werd op 14 augustus 1945, precies op de plek waar de fusillade plaatsvond, een gedenkplaats ingericht waaraan in 1946 een monument is toegevoegd waarop de namen van de vijf slachtoffers staan vermeld. Twee van hen (Schimmelpenninck van der Oye en Otto Ernst Gelder graaf van Limburg Stirum) liggen hier ook begraven. Jaarlijks wordt op 15 augustus bij het monument een formele herdenking gehouden.

Schimmelpenninck van der Oye staat vermeld op de Erelijst van Gevallenen 1940-1945.